# Solid Globe
Solid Globe is een trance-project dat medio 2003 werd opgericht door de Nederlandse dj's en producers Nic Vegter en Raz Nitzan.

## Biografie
De grootste hit van Solid Globe is de uit 2003 afkomstige plaat "North Pole". In de Dance Top 30 kwam hij tot plaats #2 en het verbleef 7 weken in de lijst.
Solid Globe kenmerkt zich door hun verfijnde, progressieve trance sound, hun unieke song titels, hun contemplatieve ambient breakdowns, en hun leidende synths die zich goed onderscheiden. Er is door Solid Globe geen album uitgebracht, al hun songs zijn wel op 12" inch vinyls te verkrijgen.
Hun werk is uitgebracht op het platenlabel Fundamental Recordings, een sublabel van United Recordings.

## Afkomst naam
De naam Solid Globe is afkomstig uit William Shakespeare's werk Troilus and Cressida, waarin Ulysses onder andere het volgende zegt:

"The bounded waters should lift their bosoms higher than the shores, and make a sop of all this solid globe."

## Discografie

### Singles
| Single met eventuele hitnotering(en) in de Nederlandse Top 40 | Datum van verschijnen | Datum van binnenkomst | Hoogste positie | Aantal weken | Opmerkingen |
| ------------------------------------------------------------- | --------------------- | --------------------- | --------------- | ------------ | ----------- |
| North Pole                                                    | 2003                  | -                     | -               | -            |             |
| South Pole                                                    | 2003                  | -                     | -               | -            |             |
| Sahara                                                        | 2004                  | -                     | -               | -            |             |
| Kalahari                                                      | 2004                  | -                     | -               | -            |             |
| Lost Cities                                                   | 2005                  | -                     | -               | -            |             |
| Found                                                         | 2005                  | -                     | -               | -            |             |
| Black Wood                                                    | 2005                  | -                     | -               | -            |             |
| Crystal Water (Woken)                                         | 2005                  | -                     | -               | -            |             |